# Gnatholycosa spinipalpis
Gnatholycosa spinipalpis Mello-Leitão, 1940 è un ragno appartenente alla famiglia Lycosidae.
È l'unica specie nota del genere Gnatholycosa.

## Distribuzione
L'unica specie oggi nota di questo genere è stata rinvenuta in Argentina, presso Quines, nella Provincia di La Rioja.

## Tassonomia
La variante Gnatholycosa spinipalpi, ove adoperata, è da ritenersi un refuso.
Dal 1955 non sono stati esaminati altri esemplari, né sono state descritte sottospecie al 2017.

### Specie trasferite
- Gnatholycosa atriannulipes (Strand, 1906); trasferita al genere Arctosa C.L. Koch, 1847[1].
- Gnatholycosa galapagoensis (Banks, 1902); trasferita al genere Hogna Simon, 1885
- Gnatholycosa kolosvaryi (Caporiacco, 1947); trasferita al genere Arctosa C.L. Koch, 1847
- Gnatholycosa urbanides (Strand, 1907); trasferita al genere Hognoides Roewer, 1960